# Ашбах (Рейнланд-Пфальц)
Ашбах (нім. Aschbach) — громада в Німеччині, розташована в землі Рейнланд-Пфальц. Входить до складу району Кузель. Складова частина об'єднання громад Лаутереккен-Вольфштайн.
Площа — 4,46 км2. Населення становить 321 ос. (станом на 31 грудня 2020).